# Bohicon I
Bohicon I ist ein Arrondissement im Departement Zou im westafrikanischen Staat Benin. Es ist eine Verwaltungseinheit, die der Gerichtsbarkeit der Kommune Bohicon untersteht.

## Demografie und Verwaltung
Gemäß der Volkszählung 2013 des beninischen Statistikamtes INSAE hatte das Arrondissement 40.043 Einwohner, davon waren 18.837 männlich und 21.206 weiblich.
Von den 66 Dörfern und Quartieren der Kommune Bohicon entfallen zwölf auf Bohicon I:
1. Agbadjagon
2. Agbangon
3. Agbanwémè
4. Ahouamè
5. Aïwémè
6. Djèssouhogon
7. Djognangbo
8. Hèzonho
9. Houndonho
10. Kpatalocoli
11. Sèhouèho
12. Sèmè